# Данкиња (филм)
Данкиња (енгл. The Danish Girl) британска је биографска љубавна драма из 2015. године у режији Тома Хупера.

## Радња
У Копенхагену 1926, уметник Ајнар Вегнер ожењен је Гердом Вегнер и познат је по сликама пејзажа. И Герда је уметница, али мање позната по раду на портретима угледних грађана. Њихов брак је стабилан и пун љубави, али неке личне и професионалне појаве су им обома промакле.
Али то ће све почети да се мења једног дана кад Герда замоли свог мужа да замени модел који мора хитно да наслика и обуче му хаљину. То искуство ће бити трансформишуће јер ће Ајнар ускоро схватити да је Лили заправо израз његове праве личности и почеће да живи свој живот као жена. Герда ће неочекивано схватити да има нову музу и обновљени креативни налет.

## Улоге
| Глумац           | Улога                  |
| ---------------- | ---------------------- |
| Еди Редмејн      | Ајнар Вегнер/Лили Елба |
| Алисија Викандер | Герда Вегнер           |
| Матијас Шунартс  | Ханс Аксгил            |
| Бен Вишо         | Хенрик                 |
| Амбер Херд       | Ула                    |
| Себастијан Коч   | др Варнеркрос          |
| Емералд Фенел    | Елса                   |
| Адријан Шилер    | Расмусен               |
| Хенри Петигру    | Нилс                   |